# Đảng Cộng hòa (Hoa Kỳ)
Đảng Cộng hòa (tiếng Anh: Republican Party, còn được gọi là Grand Old Party - GOP, n.đ. 'Đảng Đại Kỳ cựu'  hoặc 'Đảng Vĩ đại Kỳ cựu') là một trong hai đảng chính trị lớn trong hệ thống đa đảng của chính trị Hoa Kỳ, cùng với Đảng Dân chủ. Đảng Cộng hòa được thành lập vào năm 1854 bởi những nhà hoạt động bãi nô, những nhà duy tân, những cựu thành viên của Đảng Whig và Đảng Free Soil. Đảng Cộng hòa thời đầu chiếm ưu thế tại các miền Đông Bắc và Trung Tây, nhưng trong những thập kỉ gần đây đã chuyển về miền Tây trong lục địa, và đặc biệt là miền Nam. Trong giai đoạn lịch sử hiện tại, trong hai đảng chính thì Đảng Cộng hòa đã được cho là bảo thủ hơn về mặt xã hội và tự do hơn về mặt kinh tế.
Đảng Cộng hòa là đảng đứng thứ nhì tính vào năm 2004 với 55 triệu cử tri đăng ký, bao gồm khoảng một phần ba số cử tri. Các cuộc thăm dò ý kiến gần đây cho thấy khoảng 20% đến 33% người Mỹ tự nhận là thành viên Đảng Cộng hòa và con số đang có xu hướng gia tăng mạnh.
Trong 45 người được bầu làm tổng thống Hoa Kỳ, 19 người là đảng viên Cộng hòa và 16 là đảng viên Dân chủ. Mặc dù đảng tăng cường đa số ở Thượng viện sau cuộc bầu cử năm 2018, đa số Hạ viện lại rơi vào tay của Đảng Dân chủ. Kể từ cuộc tổng tuyển cử năm 2024, các nghị sĩ Đảng Cộng hòa chiếm đa số trong Quốc hội khóa 119: chiếm thế đa số ở Viện Dân biểu, và thế đa số tại Thượng viện. Đa số thống đốc tiểu bang là đảng viên Cộng hòa.

## Khái yếu
Là thế lực chính đảng đại diện các giá trị tôn giáo tín ngưỡng và tâm linh truyền thống và chủ nghĩa bảo thủ và Kitô giáo,chủ nghĩa dân tộc (300 vạn nhân theo "Liên hiệp Ki Tô giáo" và đặc biệt ủng hộ phái phúc âm).
Trên mặt trận ngoại giao, Đảng muốn bảo vệ an ninh quốc gia và các liên minh mạnh mẽ. Các chính sách cơ bản là ưu tiên lợi ích quốc gia và không tin tưởng Liên hợp quốc (LHQ).
Đối với việc nội chính, Đảng này thường có một số chính sách như phản đối phá thai Bu-rô Rai, tồn tại hệ thống tử hình, nhấn mạnh vào chế độ gia tộc truyền thống, phản đối di dân bất hợp pháp, phản đối kiểm soát súng đạn,...v.v.  Đây là chính đảng có tư tưởng bảo thủ truyền thống đặc trưng. Dấu hiệu biểu tượng là một con voi。

## Lịch sử

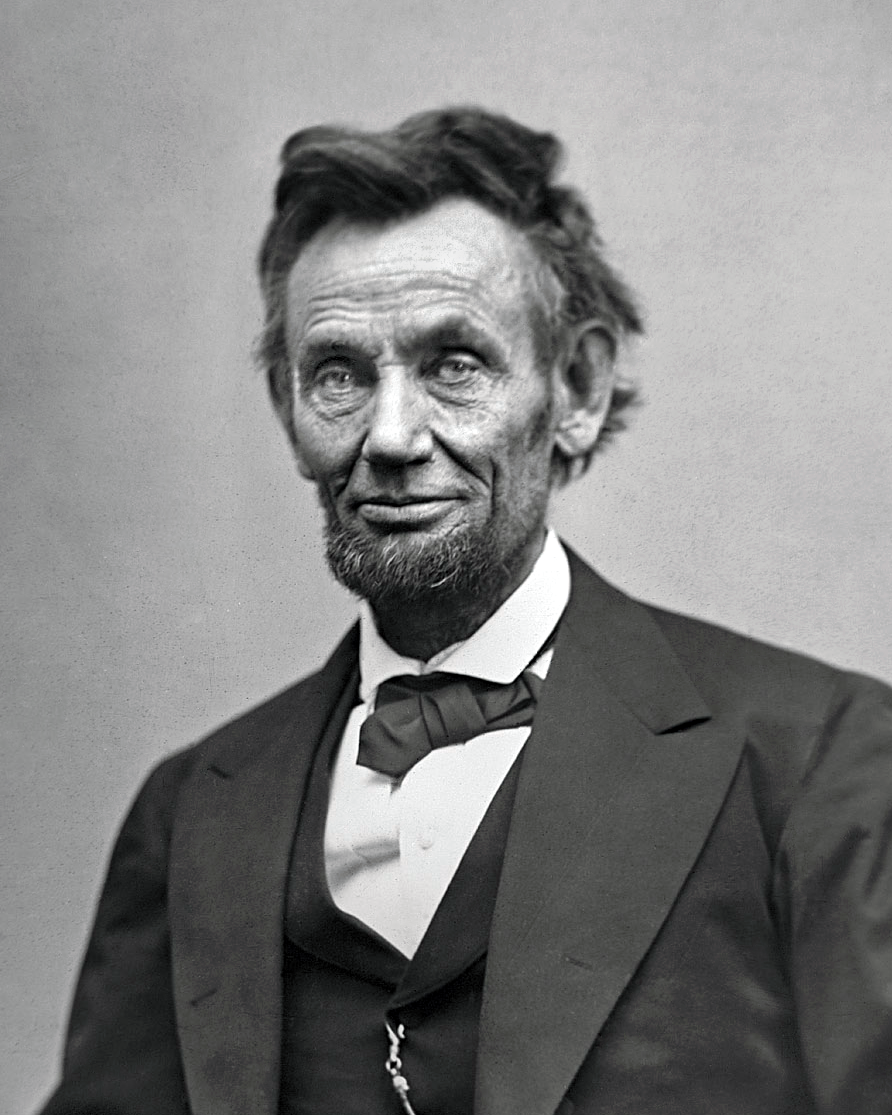
Abraham Lincoln là Tổng thống Cộng hòa đầu tiên (1861–1865)

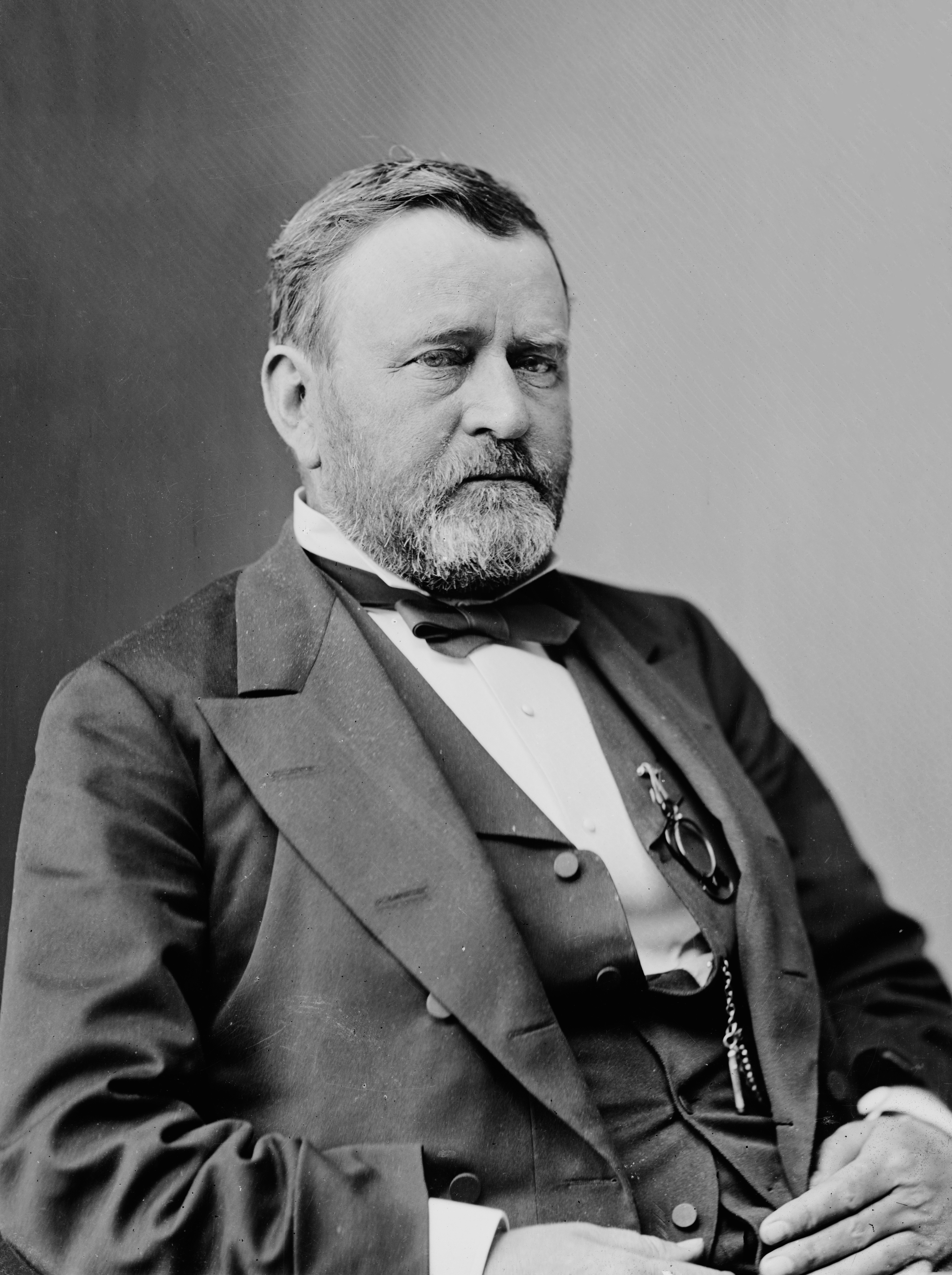
Tổng thống Ulysses S. Grant (1869–1877).

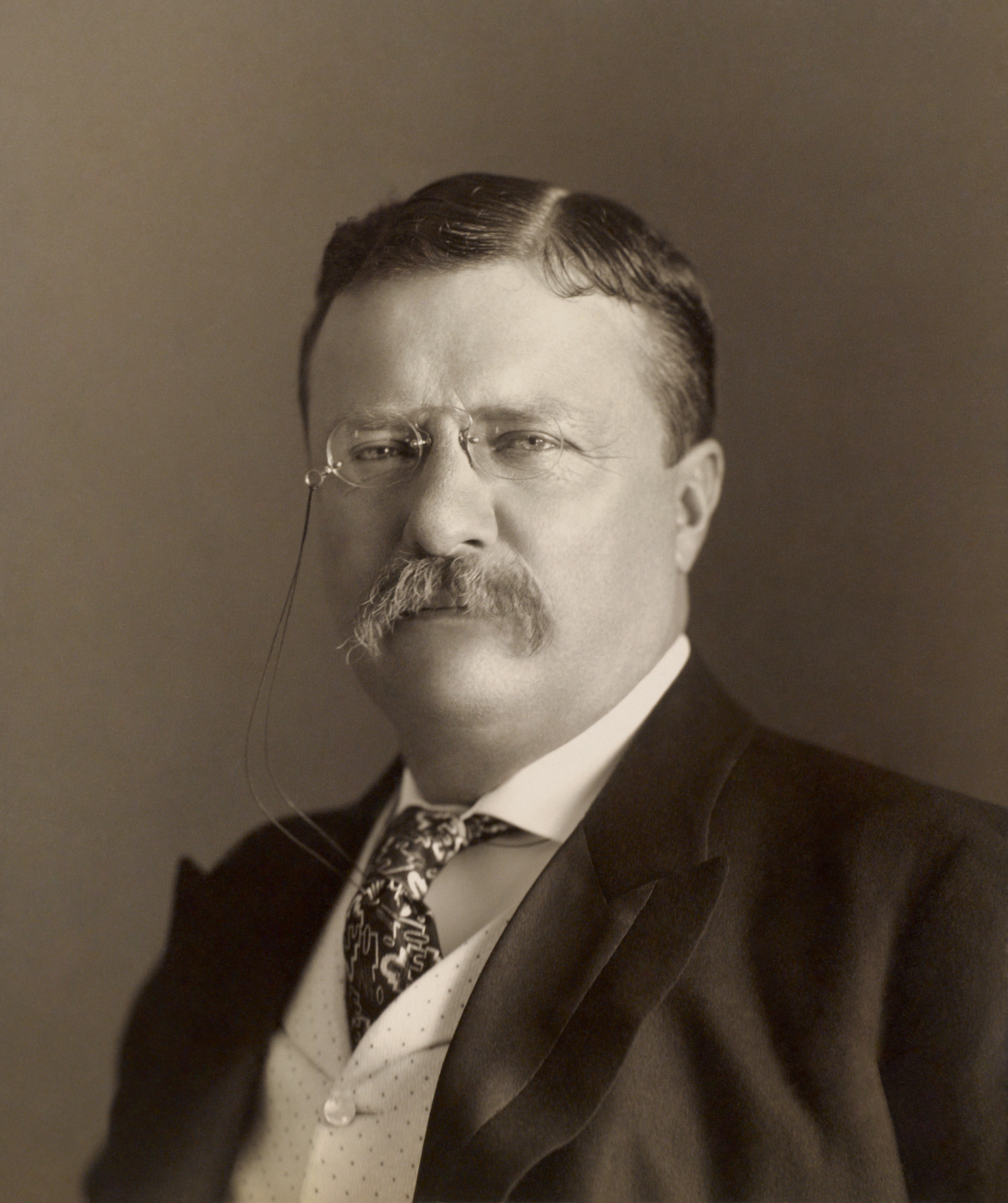
Tổng thống Theodore Roosevelt (1901–1909).

Được thành lập tại Ripon, Wisconsin trong năm 1854 bởi các nhà hoạt động chống chế độ nô lệ và những người muốn hiện đại hóa, Đảng Cộng hòa đã nhanh chóng vượt qua Đảng Whig làm đảng chính đối lập Đảng Dân chủ. Đảng này nắm quyền đầu tiên năm 1860 khi Abraham Lincoln, một cựu đảng viên của Đảng Whig, được bầu làm tổng thống và cầm quyền trong giai đoạn Nội chiến và Thời kỳ tái thiết.

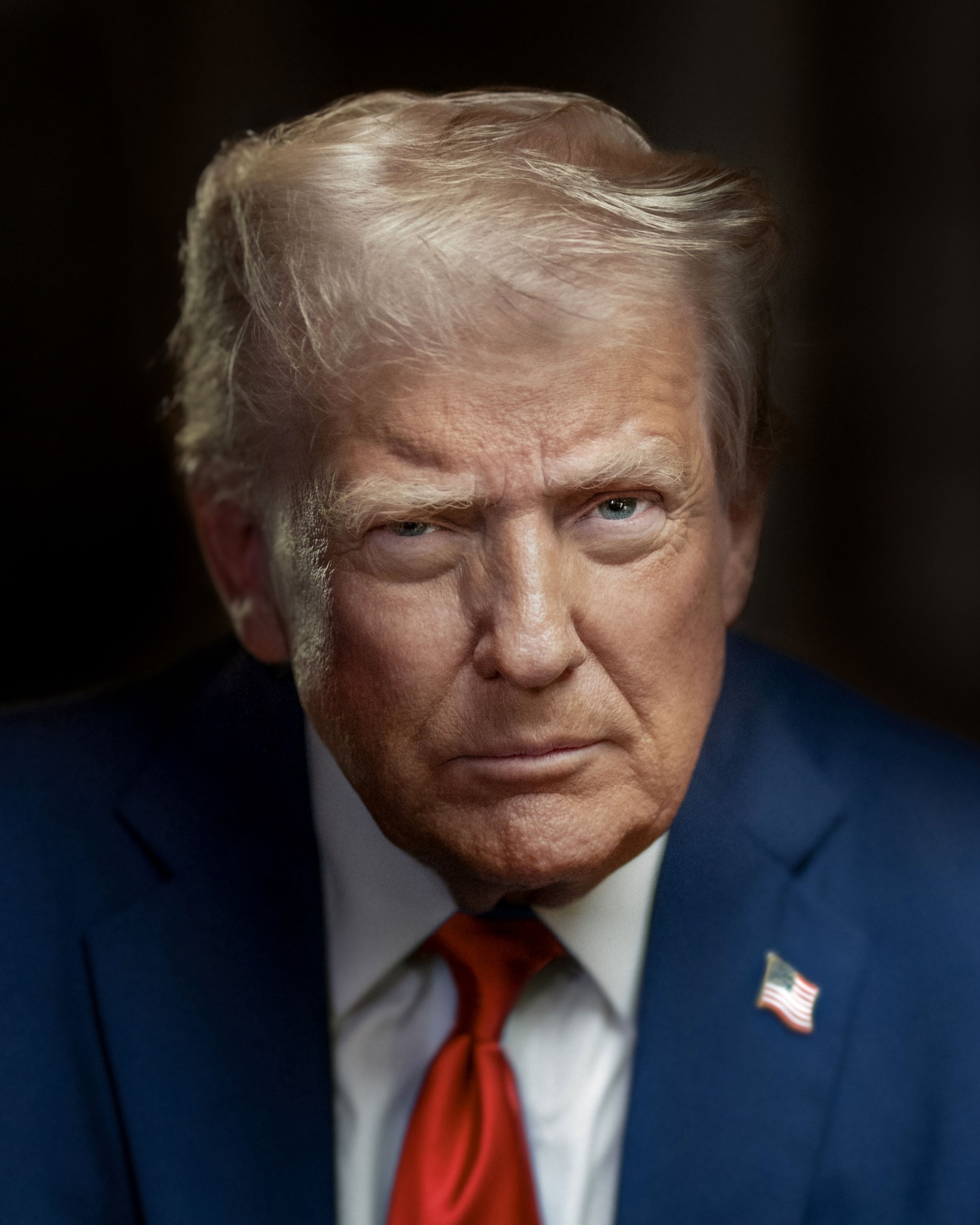
Tổng thống Donald Trump (2017–2021, 2025–nay).

Đảng đã bắt đầu thành lập vào cuối thập niên 1840, nhưng mãi đến việc chống đối Đạo luật Kansas-Nebraska thì đảng mới thống nhất. Đại hội đảng chính thức đầu tiên diễn ra vào ngày 6 tháng 7 năm 1854 tại Jackson, Michigan. Địa điểm hoạt động ban đầu của đảng là tại vùng Đông Bắc và Trung Tây, và nó dần dần củng cố vị trí là đảng thứ hai khi đảng đề cử John C. Fremont trong cuộc bầu cử tổng thống năm 1856. Tư tưởng ban đầu của Đảng Cộng hòa được thể hiện qua khẩu hiệu free labor, free land, free men ("lao động tự do, đất đai miễn phí, con người tự do"). "Free labor" ("lao động tự do") chỉ đến niềm tin vào tầng lớp trung lưu đã rời tầng lớp lao động để tạo ra các doanh nghiệp nhỏ. "Free land" ("đất đai miễn phí") chỉ đến các nỗ lực làm thuận tiện các doanh nghiệp này bằng cách phân phát đất đai nhà nước cho người dân. Đảng Cộng hòa mong muốn rằng sự phát triển này sẽ ngăn chận lại, và cuối cùng bãi bỏ chế độ nô lệ. Abraham Lincoln nhận được đề cử của Đảng Cộng hòa trong năm 1860 và sau đó thắng cử tổng thống. Đảng vẫn tham gia trong Liên bang miền Bắc trong thời kỳ Nội chiến và đã quản lý Thời kỳ Tái thiết. Trong cuộc bầu cử tổng thống năm 1864, phần đông các đảng viên Cộng hòa đã thống nhất với các đảng viên Dân chủ ủng hộ cuộc chiến để đề cử Lincoln dưới phiếu của Đảng Liên hiệp Quốc gia. Một phần của các đảng viên Cộng hòa Cấp tiến đã rời khỏi đảng để thành lập Đảng Dân chủ Cấp tiến. Nhóm này chọn John C. Frémont làm ứng cử viên tổng thống trước khi đồng ý rút lui ra khỏi cuộc bầu cử vào tháng 9 năm 1864.
Sự thành công của Đảng Cộng hòa đã tạo ra nhiều bè phái trong đảng trong thập niên 1870. Những người lo ngại với Ulysses S. Grant đã đề cử Horace Greeley làm tổng thống chống đối ông. Phe Stalwarts ủng hộ hệ thống bổng lộc; nhóm Half-Breeds kêu gọi cải tổ ngành dân chính. Nói chung Đảng Cộng hòa ủng hộ tầng lớp thương gia, bảng vị vàng, thuế quan cao, lương hưu cao cho các cựu quân nhân miền Bắc, và việc sáp nhập Hawaii. Các đảng viên Cộng hòa cũng ủng hộ những nhà hoạt động Tin Lành đòi cấm bán rượu. Với nền kinh tế miền Bắc sau chiến tranh phát triển mạnh với ngành công nghiệp nặng và nhẹ, xe lửa, mỏ, thành phố tăng trưởng nhanh và nền nông nghiệp giàu có, Đảng Cộng hòa hưởng công trạng và đảy mạnh các chính sách giữ vững tăng trưởng nhanh. Nhưng đến năm 1890, Đảng Cộng hòa đã đồng ý thông qua Đạo luật Chống độc quyền Sherman và Ủy ban Thương mại Liên bang sau khi bị các doanh nhân và nông dân phàn nàn. Thuế quan McKinley trong năm 1890 đã làm tổn hại đảng và đảng Dân chủ đã giành chiến thắng trong cuộc bầu cử giữa kỳ.
Sau hai nhiệm kỳ của tổng thống Dân chủ Grover Cleveland, sự kiện William McKinley thắng cử cuộc bầu cử năm 1896, được xem là sự nổi dậy lại của Đảng Cộng hòa. McKinley hứa hẹn thuế quan cao để chấm dứt sự gian khổ do Khủng hoảng năm 1893 gây ra, và rằng Đảng Cộng hòa sẽ bảo đảm một hệ thống mà tất cả mọi nhóm sẽ có lợi. Đảng Cộng hòa củng cố địa vị đảng của doanh nghiệp, tuy được dịu bớt sau khi Theodore Roosevelt đưa ra các chính sách chống độc quyền. Sau này Roosevelt tranh cử dưới đảng Cấp tiến và vận động chống lại William Howard Taft, người kế nhiệm ông. Đảng Cộng hòa giữ chức tổng thống trong thập niên 1920, dưới cương lĩnh chống lại Hội Quốc Liên, thuế quan cao, và ủng hộ các quyền lợi của doanh nghiệp. Warren G. Harding, Calvin Coolidge và Herbert Hoover lần lượt được bầu cử làm tổng thống trong năm 1920, 1924, vav 1928. Vụ bê bối Teapot Dome đe dọa làm tổn hại đảng nhưng Harding qua đời và Coolidge đổ lỗi vào Harding, và các chống đối bị chia phối vào năm 1924. Các chính sách ủng hộ của doanh nghiệp trong thập niên dường như đã tạo ra một sự giàu có chưa từng thấy cho tới khi Phố Wall bị sụp đổ vào năm 1929, bắt đầu cuộc Đại Khủng hoảng.

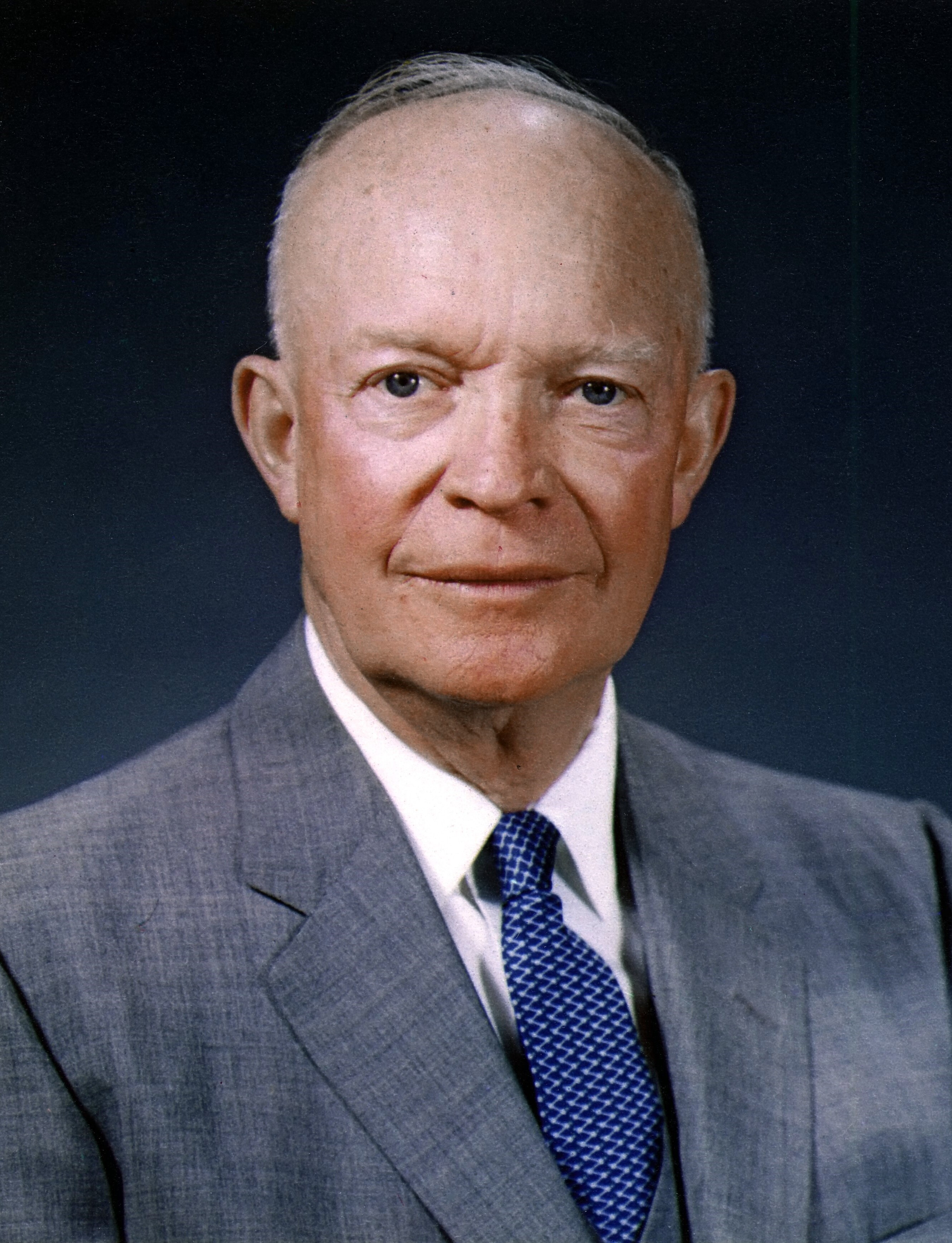
Tổng thống Dwight D. Eisenhower (1953–1961).

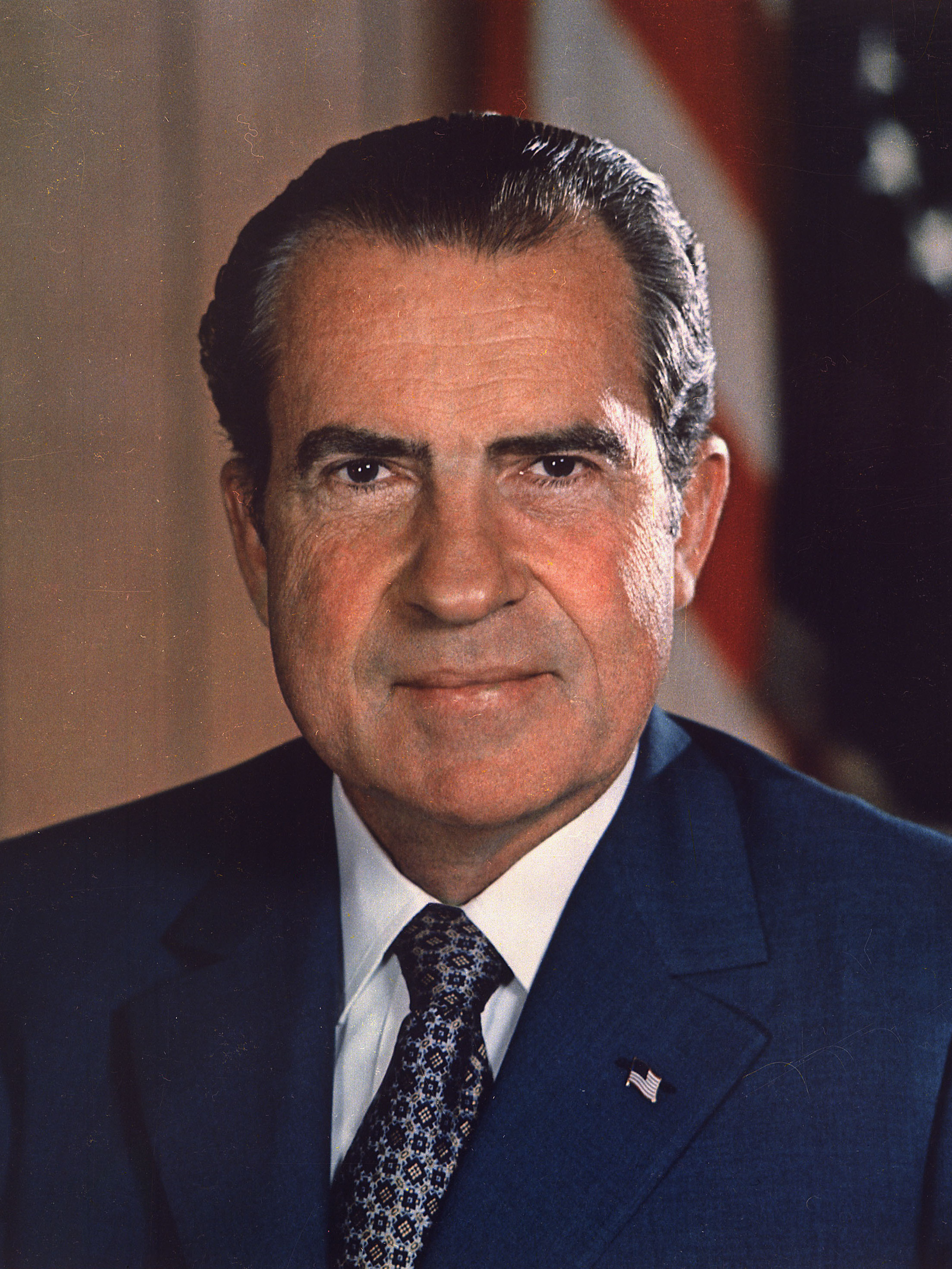
Tổng thống Richard Nixon (1969–1974).

Liên minh New Deal của tổng thống Dân chủ Franklin D. Roosevelt thống trị chính trị Mỹ trong ba thập niên kế tiếp, trừ hai nhiệm kỳ của tổng thống Cộng hòa Dwight D. Eisenhower. Người Mỹ gốc Phi bắt đầu ủng hộ Đảng Dân chủ trong thời Roosevelt. Sau khi Roosevelt nhậm chức vào năm 1933, các đạo luật New Deal được nhanh chóng thông qua. Trong cuộc bầu cử giữa kỳ năm 1934, 10 thượng nghị sĩ cộng hòa bị thất cử, đưa đến một Thượng viện với 25 nghị sĩ Cộng hòa và 71 nghị sĩ Dân chủ. Hạ viện cũng bị chia tương tự. "New Deal thứ nhì" bị các dân biểu và nghị sĩ Cộng hòa chỉ trích nặng, họ ví nó với chiến tranh giai cấp và chủ nghĩa xã hội. Các đảng viên Dân chủ bảo thủ, chủ yếu là từ miền Nam, liên minh với các đảng viên Cộng hòa dưới sự lãnh đạo của Robert Taft để tạo một liên hiệp bảo thủ, và thống trị các vấn đề quốc nội cho đến năm 1964.

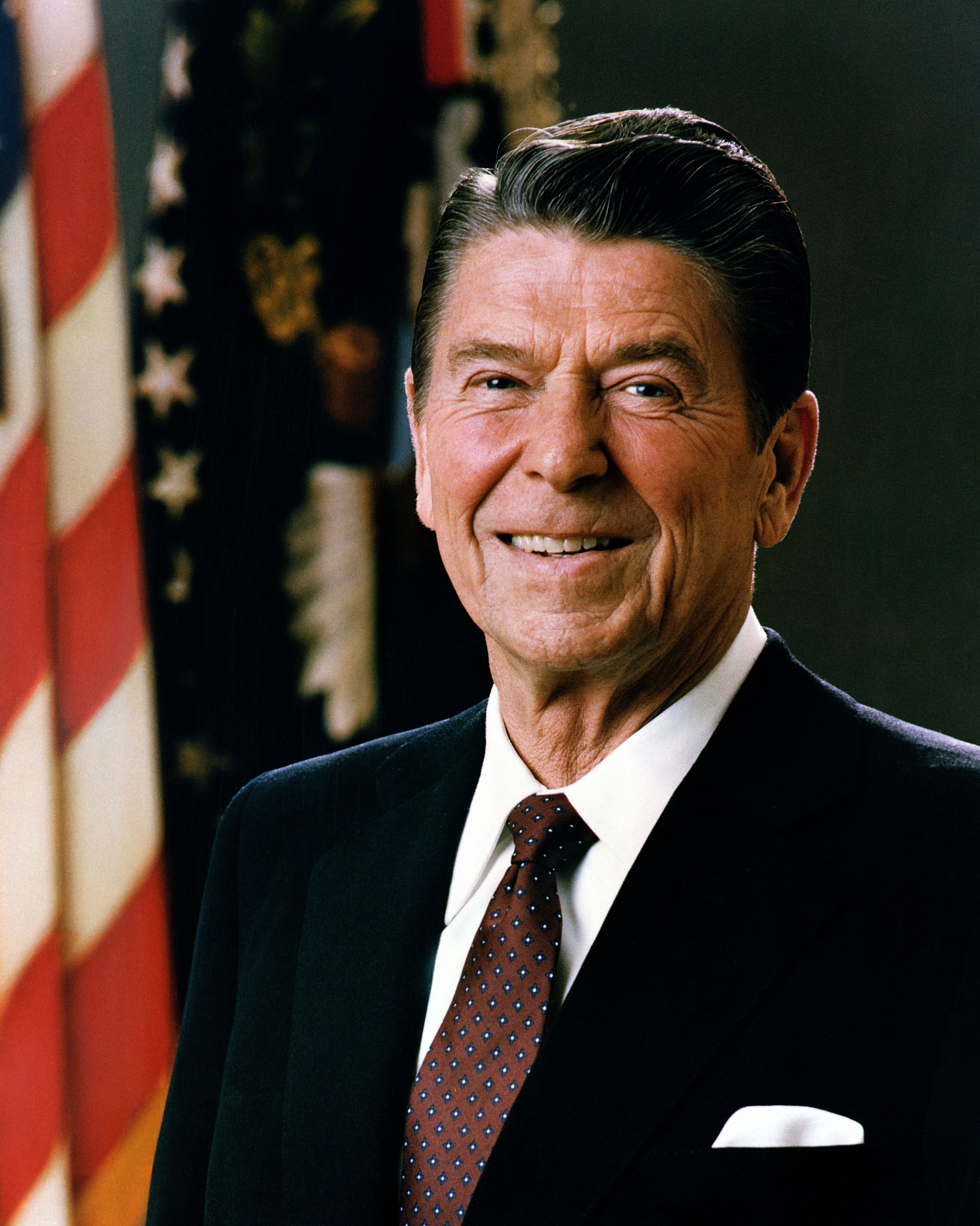
Tổng thống Ronald Reagan (1981–1989).

Trong hậu phần thế kỷ 20, các tổng thống Cộng hòa Dwight D. Eisenhower, Richard Nixon, Gerald Ford, Ronald Reagan, George H. W. Bush, George W. Bush, và Donald Trump thắng cử. Đảng Cộng hòa, dưới sự lãnh đạo của dân biểu phụ trách phe thiểu số Newt Gingrich, vận động dưới cương lĩnh Contract with America, giành được đa số ghế trong cả hai viện trong Quốc hội trong cuộc Cách mạng Cộng hòa năm 1994. Đảng Cộng hòa giành vị trí đa số cho đến khi Đảng Dân chủ giành lại vị trí đa số vào cuộc bầu cử giữa kỳ năm 2006. Trong thế kỷ 21, Đảng Cộng hòa có cương lĩnh bảo thủ xã hội, chính sách ngoại giao chiến tranh ngăn chận để đánh bại chủ nghĩa khủng bố và xúc tiến dân chủ toàn cầu, một ngành hành pháp mạnh hơn, giảm thuế, quyền sở hữu súng và bớt quy định trong công nghiệp.
Trong cuộc bầu cử tổng thống năm 2008, các ứng cử viên của đảng là thượng nghị sĩ John McCain từ Arizona, cho chức vụ tổng thống và Thống đốc Alaska Sarah Palin cho chức vụ phó tổng thống. Họ bị thượng nghị sĩ Barack Obama và thượng nghị sĩ Joe Biden đánh bại.
Trong cuộc bầu cử tổng thống năm 2012, các ứng cử viên của đảng là cựu Thống đốc bang Massachusetts Mitt Romney cho chức vụ tổng thống và dân biểu Hạ viện Hoa Kỳ Paul Ryan từ Wisconsin cho chức vụ phó tổng thống. Họ bị đương kim Tổng thống Barack Obama và đương kim Phó tổng thống Joe Biden đánh bại.
Trong cuộc bầu cử tổng thống năm 2016, các ứng cử viên của đảng là tỷ phú bất động sản Donald Trump từ New York cho chức vụ tổng thống và Thống đốc của bang Indiana Mike Pence cho chức vụ phó tổng thống. Họ đã đánh bại cựu ngoại trưởng Hillary Clinton và thượng nghị sĩ Tim Kaine từ Virginia để dành chiến thắng sít sao một cách bất ngờ, gây rúng động toàn thế giới.

## Tổng thống Đảng Cộng hoà
| #  | Tên (tuổi thọ)                   | Chân dung | Tiểu bang           | Nhiệm kỳ tổng thống bắt đầu | Nhiệm kỳ tổng thống kết thúc | Thời gian tại chức |
| -- | -------------------------------- | --------- | ------------------- | --------------------------- | ---------------------------- | ------------------ |
| 16 | Abraham Lincoln (1809–1865)      |           | Illinois            | 4 tháng 3 năm 1861          | 15 tháng 4 năm 1865          | 4 năm, 42 ngày     |
| 18 | Ulysses S. Grant (1822–1885)     |           | Illinois            | 4 tháng 3 năm 1869          | 4 tháng 3 năm 1877           | 8 năm, 0 ngày      |
| 19 | Rutherford B. Hayes (1822–1893)  |           | Ohio                | 4 tháng 3 năm 1877          | 4 tháng 3 năm 1881           | 4 năm, 0 ngày      |
| 20 | James A. Garfield (1831–1881)    |           | Ohio                | 4 tháng 3 năm 1881          | 19 tháng 9 năm 1881          | 199 ngày           |
| 21 | Chester A. Arthur (1831–1881)    |           | New York            | 19 tháng 9 năm 1881         | 4 tháng 3 năm 1885           | 3 năm, 166 ngày    |
| 23 | Benjamin Harrison (1833–1901)    |           | Indiana             | 4 tháng 3 năm 1889          | 4 tháng 3 năm 1893           | 4 năm, 0 ngày      |
| 25 | William McKinley (1843–1901)     |           | Ohio                | 4 tháng 3 năm 1897          | 14 tháng 9 năm 1901          | 4 năm, 194 ngày    |
| 26 | Theodore Roosevelt (1858–1919)   |           | New York            | 14 tháng 9 năm 1901         | 4 tháng 3 năm 1909           | 7 năm, 171 ngày    |
| 27 | William Howard Taft (1857–1930)  |           | Ohio                | 4 tháng 3 năm 1909          | 4 tháng 3 năm 1913           | 4 năm, 0 ngày      |
| 29 | Warren G. Harding (1865–1923)    |           | Ohio                | 4 tháng 3 năm 1921          | 2 tháng 8 năm 1923           | 2 năm, 151 ngày    |
| 30 | Calvin Coolidge (1872–1933)      |           | Massachusetts       | 2 tháng 8 năm 1923          | 4 tháng 3 năm 1929           | 5 năm, 214 ngày    |
| 31 | Herbert Hoover (1874–1964)       |           | California          | 4 tháng 3 năm 1929          | 4 tháng 3 năm 1933           | 4 năm, 0 ngày      |
| 34 | Dwight D. Eisenhower (1890–1969) |           | Kansas              | 20 tháng 1 năm 1953         | 20 tháng 1 năm 1961          | 8 năm, 0 ngày      |
| 37 | Richard Nixon (1913–1994)        |           | California          | 20 tháng 1 năm 1969         | 9 tháng 8 năm 1974           | 5 năm, 201 ngày    |
| 38 | Gerald Ford (1913–2006)          |           | Michigan            | 9 tháng 8 năm 1974          | 20 tháng 1 năm 1977          | 2 năm, 164 ngày    |
| 40 | Ronald Reagan (1911–2004)        |           | California          | 20 tháng 1 năm 1981         | 20 tháng 1 năm 1989          | 8 năm, 0 ngày      |
| 41 | George H. W. Bush (1924–2018)    |           | Texas               | 20 tháng 1 năm 1989         | 20 tháng 1 năm 1993          | 4 năm, 0 ngày      |
| 43 | George W. Bush (sinh 1946)       |           | Texas               | 20 tháng 1 năm 2001         | 20 tháng 1 năm 2009          | 8 năm, 0 ngày      |
| 45 | Donald Trump (sinh 1946)         |           | New York            | 20 tháng 1 năm 2017         | 20 tháng 1 năm 2021          | 4 năm, 177 ngày    |
| 47 | Donald Trump (sinh 1946)         | Florida   | 20 tháng 1 năm 2025 | Đương nhiệm                 |                              | 4 năm, 177 ngày    |

## Danh sách liên danh ứng cử viên tổng thống
| Năm bầu | Kết quả | Ứng cử viên          | Ứng cử viên           |
| Năm bầu | Kết quả | Tổng thống           | Phó Tổng thống        |
| ------- | ------- | -------------------- | --------------------- |
| 1856    | thua    | John C. Frémont      | William L. Dayton     |
| 1860    | thắng   | Abraham Lincoln      | Hannibal Hamlin       |
| 1864    | thắng   | Abraham Lincoln      | Andrew Johnson        |
| 1868    | thắng   | Ulysses S. Grant     | Schuyler Colfax       |
| 1872    | thắng   | Ulysses S. Grant     | Henry Wilson          |
| 1876    | thắng   | Rutherford B. Hayes  | William A. Wheeler    |
| 1880    | thắng   | James A. Garfield    | Chester A. Arthur     |
| 1884    | thua    | James G. Blaine      | John A. Logan         |
| 1888    | thắng   | Benjamin Harrison    | Levi P. Morton        |
| 1892    | thua    | Benjamin Harrison    | Whitelaw Reid         |
| 1896    | thắng   | William McKinley     | Garret Hobart         |
| 1900    | thắng   | William McKinley     | Theodore Roosevelt    |
| 1904    | thắng   | Theodore Roosevelt   | Charles W. Fairbanks  |
| 1908    | thắng   | William Howard Taft  | Jim Sherman           |
| 1912    | thua    | William Howard Taft  | Nicolas Murray Butler |
| 1916    | thua    | Charles Evans Hughes | Charles W. Fairbanks  |
| 1920    | thắng   | Warren G. Harding    | Calvin Coolidge       |
| 1924    | thắng   | Calvin Coolidge      | Charles G. Dawes      |
| 1928    | thắng   | Herbert Hoover       | Charles Curtis        |
| 1932    | thua    | Herbert Hoover       | Charles Curtis        |
| 1936    | thua    | Alf Landon           | Frank Knox            |
| 1940    | thua    | Wendell Willkie      | Charles L. McNary     |
| 1944    | thua    | Thomas E. Dewey      | John W. Bricker       |
| 1948    | thua    | Thomas E. Dewey      | Earl Warren           |
| 1952    | thắng   | Dwight D. Eisenhower | Richard Nixon         |
| 1956    | thắng   | Dwight D. Eisenhower | Richard Nixon         |
| 1960    | thua    | Richard Nixon        | Henry Cabot Lodge Jr. |
| 1964    | thua    | Barry Goldwater      | William E. Miller     |
| 1968    | thắng   | Richard Nixon        | Spiro Agnew           |
| 1972    | thắng   | Richard Nixon        | Spiro Agnew           |
| 1976    | thua    | Gerald Ford          | Bob Dole              |
| 1980    | thắng   | Ronald Reagan        | George H. W. Bush     |
| 1984    | thắng   | Ronald Reagan        | George H. W. Bush     |
| 1988    | thắng   | George H. W. Bush    | Dan Quayle            |
| 1992    | thua    | George H. W. Bush    | Dan Quayle            |
| 1996    | thua    | Bob Dole             | Jack Kemp             |
| 2000    | thắng   | George W. Bush       | Dick Cheney           |
| 2004    | thắng   | George W. Bush       | Dick Cheney           |
| 2008    | thua    | John McCain          | Sarah Palin           |
| 2012    | thua    | Mitt Romney          | Paul Ryan             |
| 2016    | thắng   | Donald Trump         | Mike Pence            |
| 2020    | thua    | Donald Trump         | Mike Pence            |
| 2024    | thắng   | Donald Trump         | J. D. Vance           |

## Đoàn thể chi viện

### Hiện tại
- Khu vực có nhiều người theo Ki Tô giáo（Bible Belt）
- Người theo Chủ nghĩa nguyên lý Thiên Chúa giáo
- Phái giáo hữu Ki Tô
- Phái phúc âm
- Ti-pa-ti
- Hiệp hội súng trường quốc gia
- Tổ hợp quân sự - công nghiệp[29]
- Quân nhu công nghiệp
- Người theo chủ nghĩa tân tự do
- Người theo chủ nghĩa tự do cá nhân
- Hiệp hội Cựu chiến binh
- Công nghiệp dầu mỏ
- Công nghiệp ô tô
- Một phần tập đoàn E-ri-tô (tinh hoa)
- Những người bảo thủ Nam Bộ
- Một số người da trắng ở Nam Bộ và Trung Tây Bộ
- Một phần đáng kể fan của nhạc đồng quê
- Tầng lớp lao động
- Thế hệ bùng nổ dân số

### Quá khứ
- Giai cấp tư sản Đông Bắc Bộ[30]
- Nhà quản lý công nghiệp và nhà máyBắc Bộ
- Người theo chủ nghĩa bảo hộ mậu dịch
- Phái đạo đức đa số (Mo-ra May-cho-ri-ti)
- Phái phản đối nô lệ chế
- Nông dân Tây Bộ[30]

## Đảng viên Cộng hoà và khuynh hướng tuyển cử
Như đã đề cập trước đó, đảng viên Cộng hoà chủ yếu là người da trắng đến từ Nam Bộ, Trung Tây Bộ, nhưng cũng gồm một bộ phận nhan chủng khác (như Condoleezza Rice, Michael Stephen Steele, Bobby Jindal). Mặt khác, những đảng viên đảng dân chủ như Jimmy Carter và Bill Clinton, lần lượt là các thống đốc của các bang Nam Bộ: Georgia và Arkansas - nơi mà đảng Cộng hoà chiếm ưu thế
Phần lớn diễn viên Hollywood và người Do Thái, ước tính khoảng 60％ giám đốc điều hành tại các công ty điện ảnh lớn của Hollywood và những người Do Thái thành đạt ủng hộ Đảng Dân chủ, biến ngành công nghiệp điện ảnh thành một thành trì của đảng Dân chủ, "Tứ nhân bang Cộng hoà ở Hollywood là Clint Eastwood, Charlton Heston, Michael J. Fox, Arnold Schwarzenegger." Ngoài ra còn một số nhân vật nổi tiếng khác trong làng giải trí Hoa Kỳ cũng là thành viên Đảng Cộng Hòa như Vince McMahon, Dwayne Johnson.